# Valentin Zoungrana
Valentin Winkome Zoungrana (Abidjan, 30 ottobre 1992) è un calciatore ivoriano naturalizzato burkinabé, centrocampista dell'R.C. Kadiogo.

## Statistiche

### Cronologia presenze e reti in nazionale
| Cronologia completa delle presenze e delle reti in nazionale ― Burkina Faso | Cronologia completa delle presenze e delle reti in nazionale ― Burkina Faso | Cronologia completa delle presenze e delle reti in nazionale ― Burkina Faso | Cronologia completa delle presenze e delle reti in nazionale ― Burkina Faso | Cronologia completa delle presenze e delle reti in nazionale ― Burkina Faso | Cronologia completa delle presenze e delle reti in nazionale ― Burkina Faso | Cronologia completa delle presenze e delle reti in nazionale ― Burkina Faso | Cronologia completa delle presenze e delle reti in nazionale ― Burkina Faso |
| Data                                                                        | Città                                                                       | In casa                                                                     | Risultato                                                                   | Ospiti                                                                      | Competizione                                                                | Reti                                                                        | Note                                                                        |
| --------------------------------------------------------------------------- | --------------------------------------------------------------------------- | --------------------------------------------------------------------------- | --------------------------------------------------------------------------- | --------------------------------------------------------------------------- | --------------------------------------------------------------------------- | --------------------------------------------------------------------------- | --------------------------------------------------------------------------- |
| 01-12-2012                                                                  | Ouagadougou                                                                 | Burkina Faso                                                                | 2 – 1                                                                       | Togo                                                                        | Qual. Campionato delle Nazioni Africane 2014                                | -                                                                           | 84’                                                                         |
| 01-12-2012                                                                  | Lomé                                                                        | Togo                                                                        | 0 – 1                                                                       | Burkina Faso                                                                | Qual. Campionato delle Nazioni Africane 2014                                | -                                                                           |                                                                             |
| 27-7-2013                                                                   | Niamey                                                                      | Niger                                                                       | 1 – 0 dts (5 - 6 dtr)                                                       | Burkina Faso                                                                | Qual. Campionato delle Nazioni Africane 2014                                | -                                                                           | 65’                                                                         |
| 17-8-2013                                                                   | Johannesburg                                                                | Sudafrica                                                                   | 2 – 0                                                                       | Burkina Faso                                                                | Amichevole                                                                  | -                                                                           | 61’                                                                         |
| 16-1-2014                                                                   | Città del Capo                                                              | Burkina Faso                                                                | 1 – 1                                                                       | Marocco                                                                     | Campionato delle Nazioni Africane 2014 - 1º turno                           | -                                                                           | 92’                                                                         |
| 20-1-2014                                                                   | Città del Capo                                                              | Burkina Faso                                                                | 0 – 1                                                                       | Zimbabwe                                                                    | Campionato delle Nazioni Africane 2014 - 1º turno                           | -                                                                           |                                                                             |
| 22-9-2019                                                                   | Kumasi                                                                      | Ghana                                                                       | 0 – 1                                                                       | Burkina Faso                                                                | Qual. Campionato delle Nazioni Africane 2020                                | -                                                                           |                                                                             |
| 20-10-2019                                                                  | Ouagadougou                                                                 | Burkina Faso                                                                | 0 – 0                                                                       | Ghana                                                                       | Qual. Campionato delle Nazioni Africane 2020                                | -                                                                           |                                                                             |
| Totale                                                                      |                                                                             | Presenze                                                                    | 8                                                                           |                                                                             | Reti                                                                        | 0                                                                           |                                                                             |